# Paraphaeosphaeria rusci
Paraphaeosphaeria rusci är en svampart som först beskrevs av Carl (Karl) Friedrich Wilhelm Wallroth, och fick sitt nu gällande namn av O.E. Erikss. 1967. Paraphaeosphaeria rusci ingår i släktet Paraphaeosphaeria och familjen Montagnulaceae.   Inga underarter finns listade i Catalogue of Life.